# Pau Morlà Florit
Pau Morlà Florit (Alaior, 19 de desembre de 1968) és un professor de secundària i politíc menorquí. Regidor de l’Ajuntament d’Alaior (1995-2015) i batle de la mateixa localitat (2004-2011). Diputat per les Illes Balears al Congrés dels Diputats (2019). És casat i pare de tres fills. És afiliat al PSOE i ha estat secretari general de l'Agrupació Socialista d'Alaior (2004-2008).

## Formació i experiència professional
És diplomat en Magisteri, especialitat en Ciències Socials (1989) i llicenciat en Geografia per la Universitat de les Illes Balears (1993).
És funcionari de carrera de la Conselleria d’Educació de les Illes Balears des de l’any 1990. Ha exercit de professor de secundària a diferents centres educatius de les Illes Balears, tenint la destinació definitiva a l’IES Biel Martí de Ferreries, on ha estat cap d’estudis, tutor i professor.

## Vida política

### Regidor (1995-2015) i batle de l'Ajuntament d'Alaior (2004-2011)
Fou regidor de l’Ajuntament d’Alaior durant 20 anys, de 1995 a 2015. De 1995 a 2004 exercir de primer tinent batle i de 2004 a 2011 de batle de la mateixa localitat. Posteriorment, fou cap de l’oposició de 2011 a 2015.

#### V Legislatura (1995-1999)
Ocupar el número 3 de la llista socialista a l'Ajuntament d'Alaior, la qual fou liderada pel metge Antoni Gómez Arbona. En aquests comicis, la candidatura socialista fou la més votada i obtingué majoria absoluta. Es convertí en primer tinent de batle i regidor d'Urbanisme, Obres, Turisme i Agricultura.

#### VI Legislatura (1999-2003)
Ocupar de nou el segon lloc de la candidatura municipal. De nou, el PSOE guanyar les eleccions i revalidar la majoria absoluta. En aquesta legislatura, fou primer tinent de batle i regidor d'Educació i Cultura.

#### VII Legislatura (2003-2007)
Ocupar de nou el segon lloc de la candidatura municipal. En aquests comicis, el PSOE tornar a guanyar les eleccions municipals, però perdé la majoria absoluta. Aconseguir un pacte de govern amb Esquerra de Menorca.
L'octubre de 2004, es produeix la renúncia per motius personals del batle electe, el Sr. Antoni Gómez Arbona. Fou substituït pel primer tinent de batle, el Sr. Pau Morlà Florit. Fou nomenat batle de l'Ajuntament d'Alaior en sessió extraordinaria d'octubre de 2004.

#### VIII Legislatura (2007-2011)
En aquestes eleccions, fou el cap de llista de la candidatura socialista. El Partit Popular guanyar les eleccions municipals, però la distribució d'escons quedar igual que la legislatura anterior. 6 pel Partit Popular, 6 pel Partit Socialista i 1 per Esquerra de Menorca. Es revalidar l'acord de governabilitat entre el PSOE i Esquerra de Menorca.

#### IX Legislatura (2011-2015)
Encapçalar novament la candidatura socialista a l'Ajuntament d'Alaior. Després de 16 anys de govern consecutius, el PSOE perdé el poder de l'Ajuntament. El Partit Popular guanyar les eleccions per majoria absoluta. Fou el cap de l'oposició i portaveu del grup socialista.

### Diputat al Congrés dels Diputats (2019)
A les eleccions generals de 28 d’abril de 2019, ocupar el tercer lloc a la llista del PSIB-PSOE al Congrés dels Diputats, resultant escollit diputat per a les Illes Balears i essent l’únic diputat menorquí a la Cambra Baixa. A les eleccions del 10 de novembre de 2019, ocupar de nou el tercer lloc a la candidatura socialista i restaren 900 vots per tal de revalidar el tercer escó.

### Director General de Drets i Diversitat del Govern de les Illes Balears (2020-2021)
El 31 de gener de 2020 fou nomenat pel Consell de Govern, Director General de Drets i Diversitat adscrit a la Conselleria de Presidència del Govern de les Illes Balears. Fou destituït el 15 de febrer de 2021 després de la remodelació feta pel Govern Balear.

### Delegat de l'Institut Balear de Vivenda (IBAVI) a Menorca (2021 - 2023)
El 19 de febrer de 2021 fou nomenat Delegat de l’Institut Balear de Vivenda (IBAVI) a Menorca, càrrec adscrit a la Conselleria de Mobilitat i Vivenda del Govern de les Illes Balears. Substituí a Noemí Gomila Carretero, que prengué possessió del càrrec de Consellera de Serveis Generals del Consell Insular de Menorca.